# مسجد عتیق (بنغازی)
مسجد العتیق در کشور لیبی شهر بنغازی در میدان البلدیه قرار دارد. این مسجد در سال ۱۵۷۷میلادی در بنغازی بنیان گشت و یکی از کهن‌ترین مسجدهای شمال آفریقاست که هنوز برپاست ازین‌روی به این مسجد، العتیق به معنی کهن گفته می‌شود.